# 杓狀會厭襞
杓狀會厭襞（aryepiglottic folds）是包裹韌帶及肌纖維的粘膜的三角形襞（褶皺）。杓狀會厭襞位於喉部的入口處，從會厭的側緣延伸到杓狀軟骨，因此命名為「杓狀會厭」（aryepiglottic）。杓狀會厭襞含有杓會厭肌，且形成喉方膜的上邊界。
襞（褶皺）呈三角形、前方狹窄、後方寬，傾斜向下及向後傾斜。杓狀會厭襞在前面會被会厌所束縛；在後面，會被杓狀軟骨的頂端、小角軟骨及杓間切跡所束縛。在每個杓狀會厭襞的後部存在一個楔形軟骨，其形成發白突出、即為楔形結節。發生喉軟骨軟化症（咽喉軟化；軟喉症；喉頭軟化症；喉軟骨軟化病）時、杓狀會厭襞會縮短。

## 附加圖片

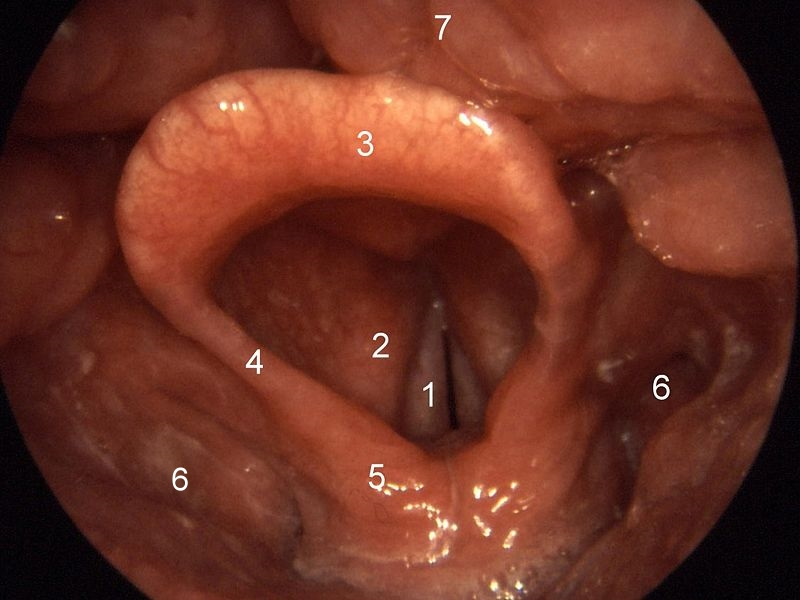
杓狀會厭襞
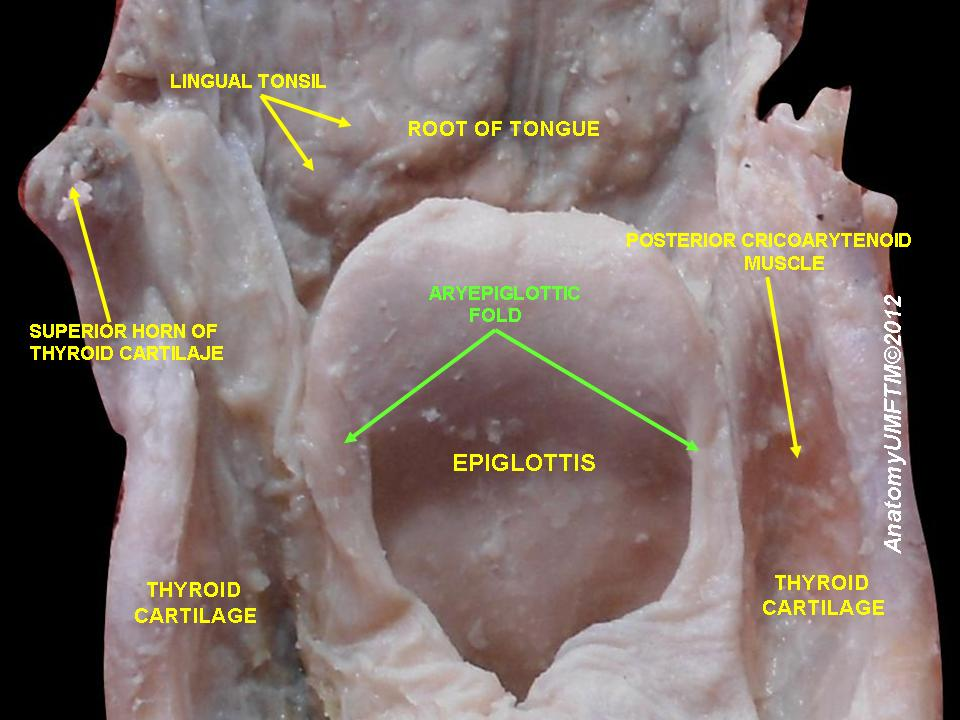
杓狀會厭襞
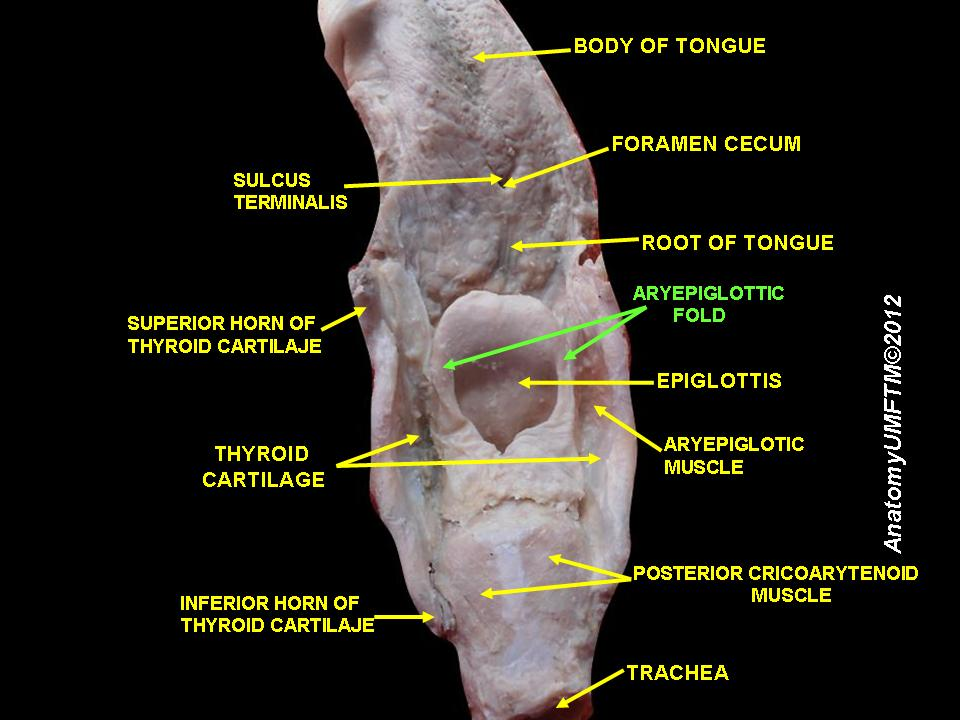
杓狀會厭襞
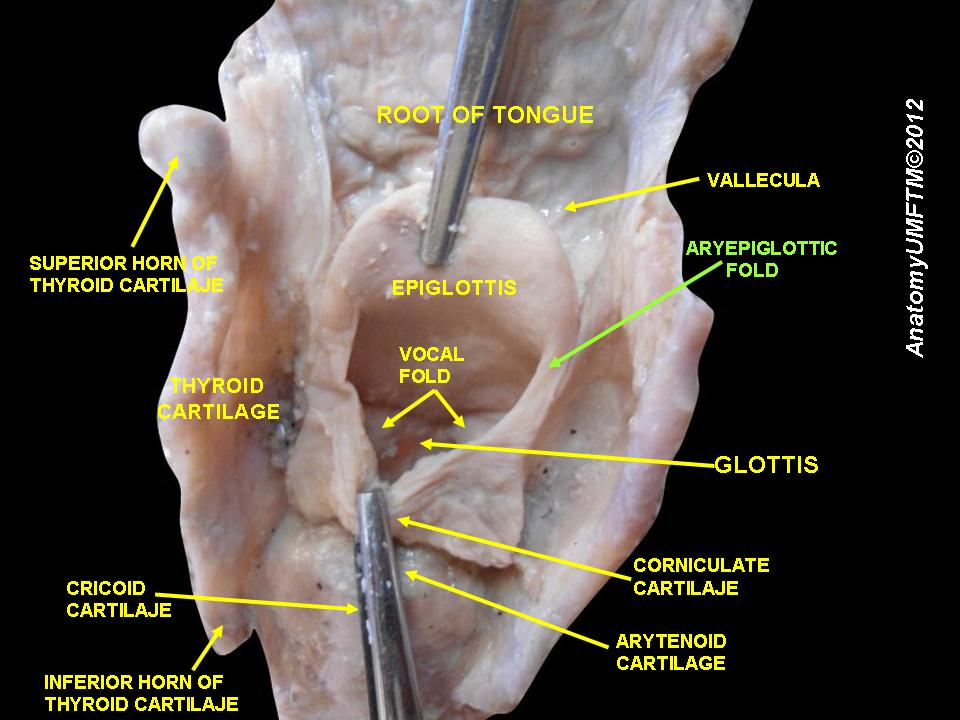
杓狀會厭襞
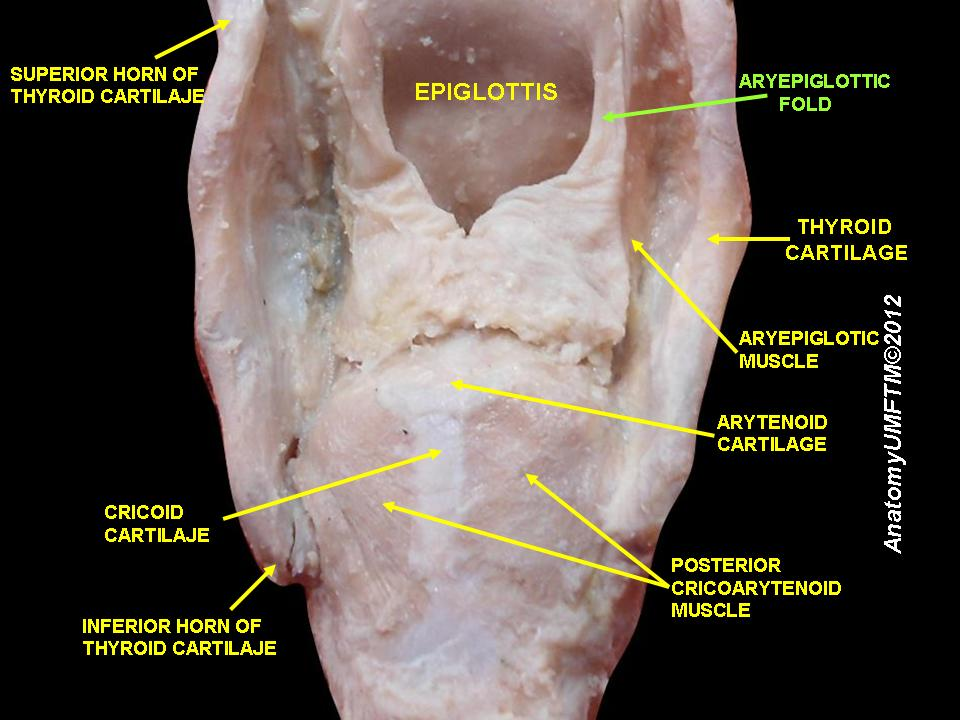
杓狀會厭襞
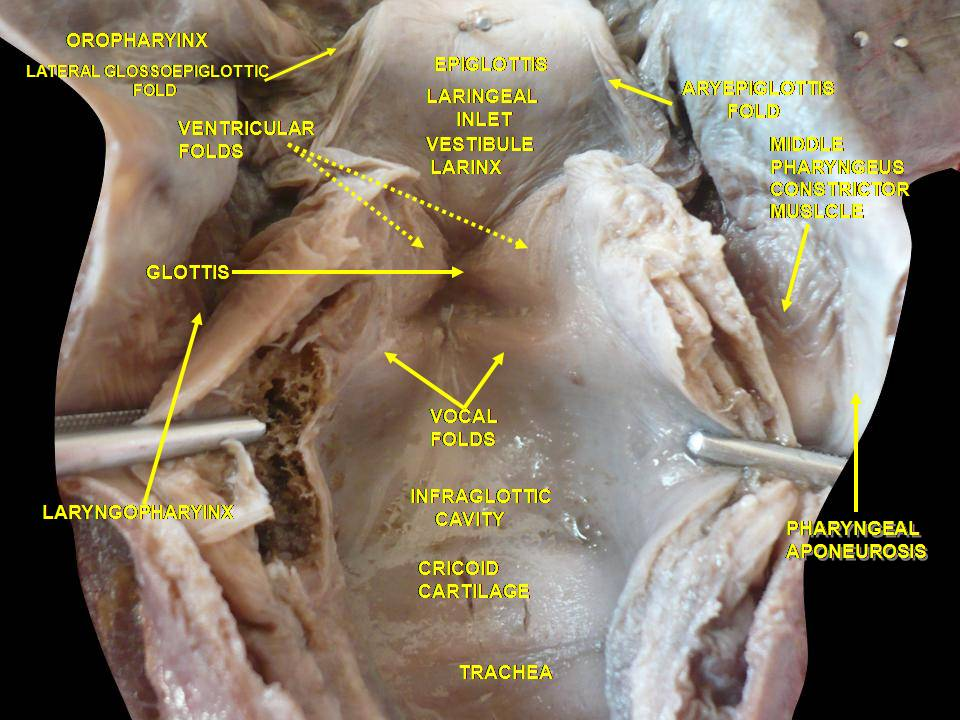
喉部，咽部及舌頭深層解剖，後視圖。

## 外部連接
- 人体解剖学在线（Human Anatomy Online）网站上的相关图片：31:17-0104
- 圖譜：rsa3p10 at the University of Michigan Health System
- （英文）lesson11 在韦斯利诺曼的解剖课上（乔治城大学） (larynxsagsect)